# Het geheime wapen
Het geheime wapen is het 33e stripalbum in de Asterix-stripreeks. Het album is geschreven en getekend door Albert Uderzo.

## Inhoud
Het verhaal in dit album doet sterk afstand van de historische omgeving van de vorige albums. Twee rivaliserende buitenaardse rassen landen op Aarde om het geheime wapen van de Galliërs (de toverdrank) te bemachtigen of te vernietigen.
Asterix en Obelix merken bij hun dagelijkse everzwijnenjacht dat de dieren allemaal verstijfd lijken, wat Obelix 'oneetbaar' vindt. Bij hun terugkeer in het dorp lijkt hetzelfde de dorpelingen overkomen te zijn, met uitzondering van de druïde Panoramix, die enkel zware hoofdpijn heeft. Asterix concludeert dat wat er ook is gebeurd, de toverdrank hen (inclusief Idéfix) beschermd heeft. Wanneer plots een zware schaduw over het dorp schuift, zien ze hoe een gigantische gouden bol over het dorp zweeft. Het volgende moment komt een klein figuurtje neer uit de bol, die zich voorstelt als Toon Toen, afkomstig van de planeet ('ster') Widelystan. Samen met een superkloon, met wie Obelix het al snel aan de stok krijgt, vertelt hij dat hij het dorp met een reden bezoekt. Maar wanneer beseft wordt dat zijn schip de oorzaak is voor de verstijfde dorpelingen, zet Toon eerst de bol wat verderop en komt het dorp weer tot leven. Na enige calamiteiten legt Toon uit aan Heroix waarom hij op Aarde is: de mythische eigenschappen van de toverdrank is tot bij hun bekend geraakt en hij is erop uitgestuurd om deze te evalueren en, indien nodig, te vernietigen. 
Obelix komt ondertussen een ander buitenaards wezen tegen, een Nagma, die zonder veel verhaal Obelix onder vuur neemt en zowel de twee everzwijnen die hij net heeft gevangen als Idéfix onzichtbaar maakt, tot ongenoegen van de Galliër. Terug naar het dorp gekeerd, maakt Toon de onzichtbaarheid van het hondje ongedaan, waarna de Nagma het dorp bereikt (en tegelijk de woning van Kakofonix vernielt). Eerst probeert de Nagma de toverdrank met intimidatie te bekomen, waarna hij dreigt het dorp te vernietigen met mechanische strijders, Grolkados genaamd. Toon komt tussenbeide en net buiten het dorp komt het tot een treffen tussen de Grolkados en de klonen, welke in een patstelling eindigt. Panoramix ziet maar één oplossing: beide de toverdrank laten proberen. Maar het resultaat is bijzonder schokkend: de Nagma krijgt een menhir op het hoofd en heeft helemaal geen extra kracht geput uit de toverdrank. Vermoed gesaboteerd te zijn gaat de Nagma opnieuw tot de aanval over met zijn Grolkados. Ditmaal zijn Asterix en Obelix echter, met de hulp van een paar klonen, voor hen voorbereid en met een welgemikte worp vernielt Obelix de robots met zijn menhir. De Nagma geeft zich niet gewonnen en probeert de druïde te ontvoeren. Ook ditmaal loopt het slecht af. Toon gooit zijn eigen ruimteschip zowat bovenop het schip van de Nagma. Deze druipt uiteindelijk af, na Panoramix overboord te hebben gegooid.
Pas dan wordt duidelijk dat de toverdrank wel degelijk een effect heeft, zij het met veel vertraging: zowel Toon als de Nagma beginnen ineens spectaculair te groeien. Panoramix weet het effect ongedaan te maken voor de Widelystaner (waarna hij een ontkleuring ongedaan heeft te maken als bijeffect). Toon is overtuigd dat de toverdrank voor hen eigenlijk weinig nut heeft maar niet gevaarlijk genoeg is om te moeten vernietigen en besluit te vertrekken. Voor hij vertrekt wist hij de gebeurtenissen uit het geheugen van de Galliërs. Als gevolg hiervan wordt het vernielde huis van Kakofonix toegeschreven aan Kostunrix en Hoefnix, die in plaats van de bard op het banket geweerd worden.

## Achtergrond
Uderzo noemde het album zijn eerbetoon aan Disney, daar Disney hem inspireerde om een tekenaar te worden.
De omslag van het album is vrijwel identiek aan die van het eerste album, wat voor sommige fans een teken was dat dit album bedoeld is als laatste in de reeks. Uderzo heeft echter aangekondigd nog een deel te willen maken, dat in 2009 is verschenen: De verjaardag van Asterix & Obelix: Het gulden boek.
De aliens in het verhaal zijn deels gemodelleerd naar typische DC Comics-superhelden ("vleermuissuperklonen" en met verwijzingen naar Marvel Comics ("spinnensuperklonen"), en naar robots uit Japanse manga. De Superkloon zelf is een karikatuur van Arnold Schwarzenegger, gekleed in een capeloze versie van het kostuum van Superman en gebruik makend van een ring om mee te vliegen en te vechten, zoals Green Lantern.

## Trivia
- Bij het slotbanket aan het einde van het verhaal zit Kakofonix niet vastgebonden, Hoefnix en Kostunrix hebben zijn plaats ingenomen.
- De assistenten van Toon Toen zijn klonen die gemodelleerd zijn naar Arnold Schwarzenegger.
- Het kostuum van de superkloon verwijst naar Superman, terwijl zijn ring lijkt op die van de Green Lantern. Volgens Toon Toen zijn er ook spinsuperklonen en vleermuissuperklonen: een knipoog naar respectievelijk Spider-Man en Batman.
- De naam van de buitenaardse wezens verwijzen onder meer naar Walt Disney, Goldorak (originele titel: Great Mazinger en diverse tekenfilms en manga's, ook de ruimtetuigen en de uitrustingen verwijzen er naar. De naam Toon Toen verwijst naar "toons", als afkorting voor cartoon-figuren, terwijl "Nagma" een woordspeling is voor manga, het Japanse woord voor strip.
- Aan het einde van het avontuur wordt alles uit het geheugen van de Galliërs en Romeinen gewist.
- De vijandige alien heeft een insectachtig voorkomen, draagt een harnas dat lijkt op dat van een Samoerai en is bedreven in Japanse vechtkunsten, typische elementen uit de Japanse manga.
- Wanneer Kakofonix de Romeinen richting het dorp ziet marcheren besluit hij Asterix te gaan waarschuwen. Waarom hij uitgerekend Asterix zou moeten waarschuwen is erg onduidelijk. Het is immers Heroix die de leiding over het dorp heeft en Panoramix die de toverdrank maakt.
- De tekening op de voorkant van het album lijkt op die van het eerste album: op de voorgrond zien we Asterix in actie met op de achtergrond Obelix die een menhir vervoert. Op de omslag van dit album slaat Asterix echter geen Romeinen neer, maar weert hij een bliksemschicht of energiebol af, een scène die nergens in het album voorkomt.
- Wanneer het bevriezings-effect is verholpen en de dorpelingen weer reageren, zingt Kakofonix het nummer If I had a Hammer van onder meer Pete Seeger, een progressief protestnummer uit de jaren '50.